# Billa (supermarché)
Pour les articles homonymes, voir Billa.
Billa est une chaîne de supermarchés d'origine autrichienne, appartenant au groupe allemand Rewe. Elle est présente dans de nombreux pays, particulièrement en Europe de l'Est.

## Histoire

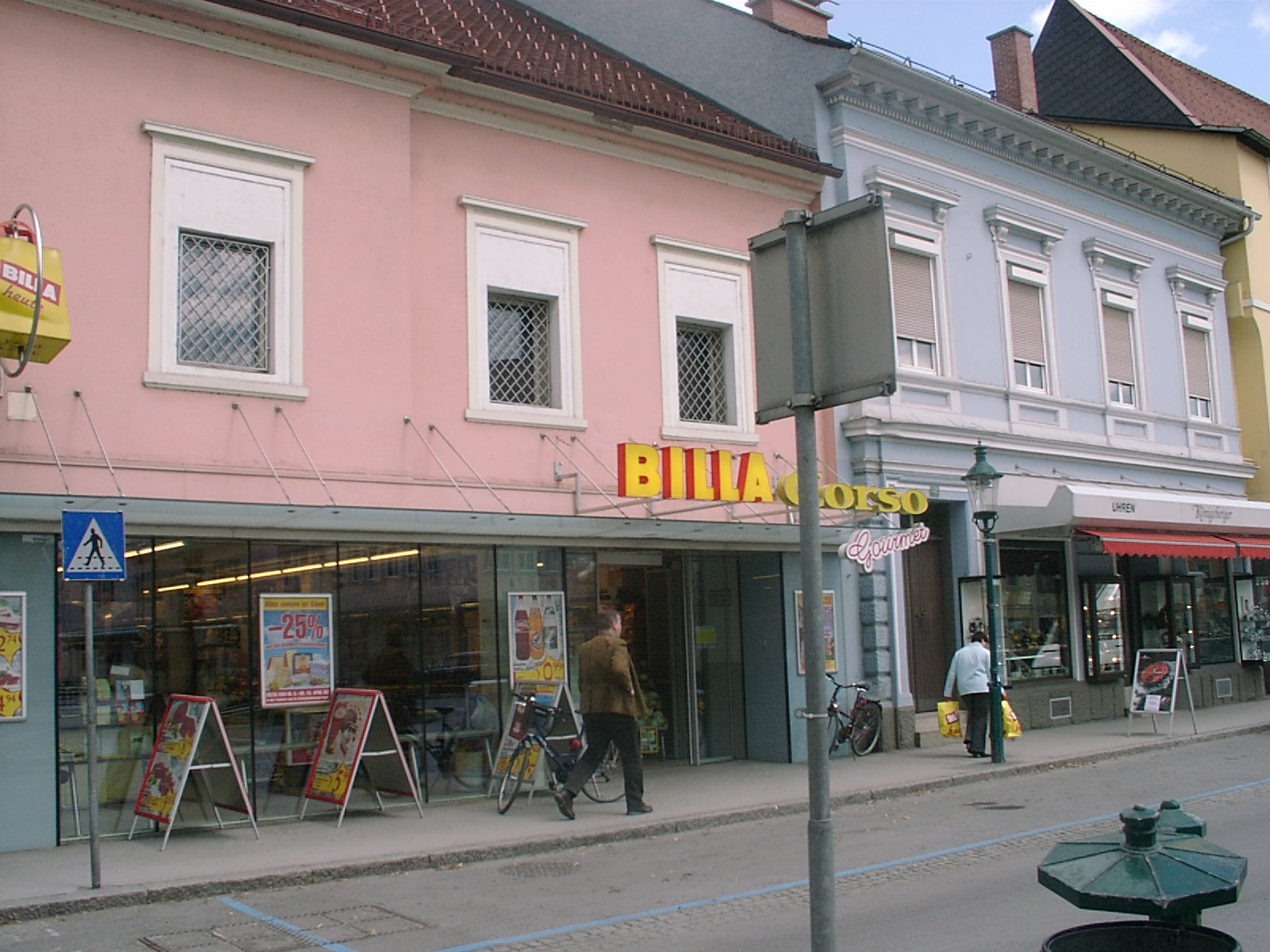
Magasin Billa à Voitsberg, Autriche (1999).

Billa est fondée en 1953 en Autriche par Karl Wlaschek sous le nom WKW (Warenhandel Karl Wlaschek). Le nom Billa, pour Billiger Laden (« magasins bon marché »), est adopté en 1960. La chaîne se développe de façon importante durant les décennies suivantes, avec un chiffre d'affaires d'un milliard de schillings en 1970.
En 1996, Billa est racheté par Rewe, et après la disparition de Konsum et Julius Meinl International, devient la principale chaîne de supermarché du pays, avec une part de marché de 35,8 % en 2002. Dans certaines régions, en particulier à Vienne (Autriche), Billa et ses franchises (Merkur, Mondo/Penny, Emma et Bipa) sont presque en situation de  monopole.
En juin 2014, le groupe Carrefour annonce l'acquisition de 53 supermarchés Billa en Italie.
En décembre 2015, Carrefour annonce l'acquisition des 86 supermarchés Billa en Roumanie, au groupe allemand Rewe,,,.

## Implantations

### En Europe
Billa possède des magasins dans 9 pays, et compte en 2013 les supermarchés suivants :
| Pays                          | Nombre de magasins |  |
| Autriche                      | 1000+              |  |
| Bulgarie                      | 82                 |  |
| Croatie                       | 49                 |  |
| République tchèque (Tchéquie) | 83                 |  |
| Roumanie                      | 41                 |  |
| Russie                        | 32                 |  |
| Slovaquie                     | 89                 |  |
| Ukraine                       | 10                 |  |

#### Autriche
Les supermarchés Billa en Autriche se trouvent typiquement en ville, et font environ 450 m2. Les hypermarchés du groupe portent la marque Billa Plus. Ils s'appelaient jusqu'en 2021 Merkur.

#### Bulgarie
La chaîne a ouvert son premier magasin en Bulgarie en 2000. Elle est présente dans 36 villes, avec 84 hypermarchés.
| - Sofia (20 magasins) - Roussé (5 magasins) - Varna (5 magasins) - Burgas (4 magasins) - Plovdiv (4 magasins) - Stara Zagora (4 magasins) - Pleven (3 magasins) - Gabrovo (2 magasins) - Pernik (2 magasins) | - Silistra (2 magasins) - Sliven (2 magasins) - Veliko Tărnovo (2 magasins) - Asenovgrad - Blagoevgrad - Dimitrovgrad - Dobritch - Harmanli - Kazanlak | - Kărdžali (2 magasins) - Lovetch - Montana - Nova Zagora - Panagyurichté - Pazardžik - Pechtera - Razgrad - Samokov - Pirdop | - Sandanski - Sevlievo - Smolyan - Šumen - Svilengrad - Svishtov - Vraca - Yambol |

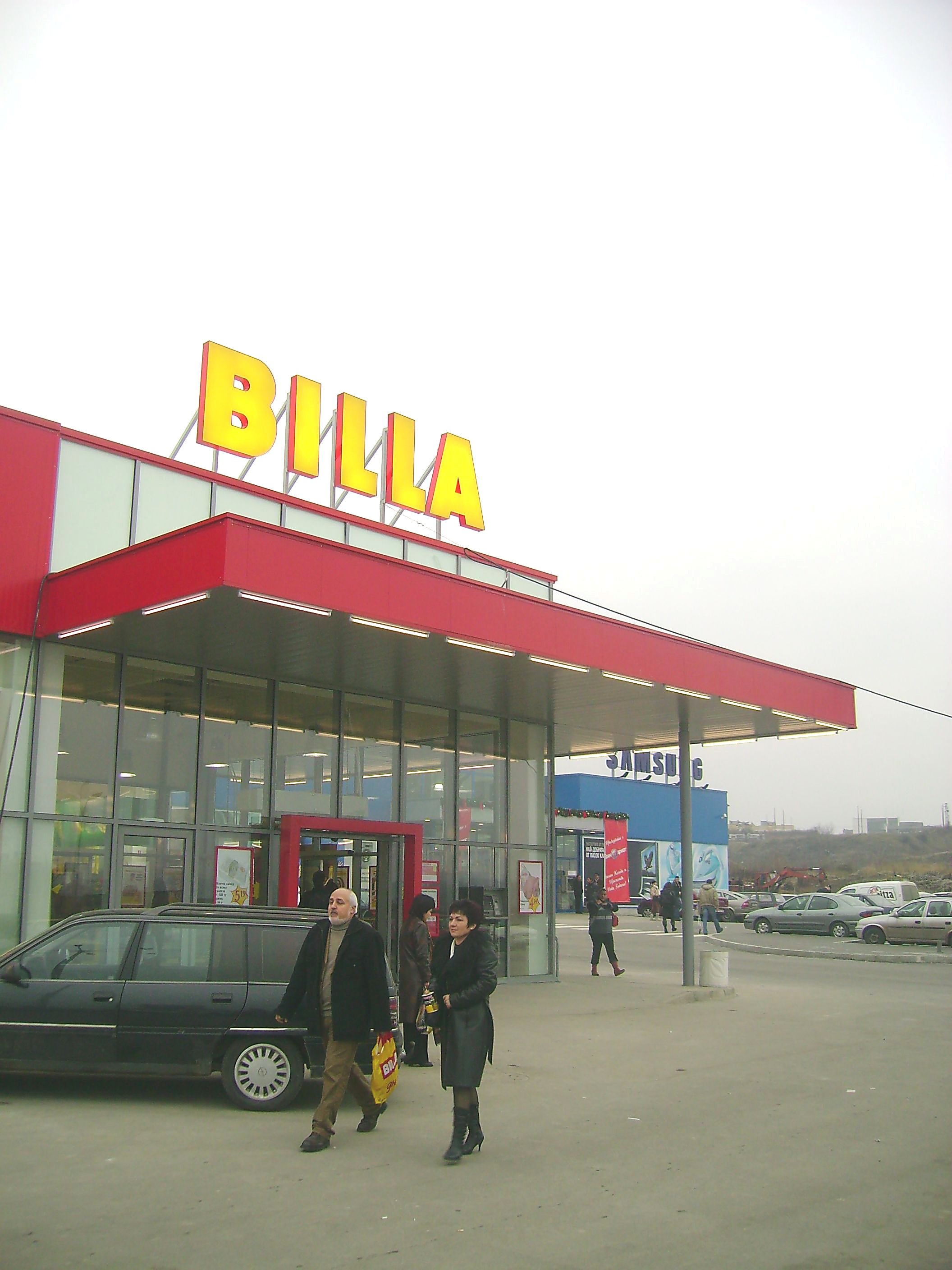
Magasin Billa à Pleven (2006).

En juin 2006 le toit d'un des magasins de Sofia s'est effondré au cours d'une tempête, sans faire de victime. Une enquête a été lancée pour connaître les causes de l'accident et savoir s'il pouvait concerner les autres magasins Billa de Bulgarie. 11 personnes ont été jugées à partir du 31 octobre 2007 pour cet effondrement.

#### Roumanie
Rewe Group possède aussi les marques de distribution XXL, Penny Market et Selgros en Roumanie. La compagnie utilise le slogan « Billa - Cel mai bun pentru mine » (« Billa - Le Meilleur pour moi ») et a ouvert son premier magasin à Bucarest en 1999. Depuis, elle est une des chaînes de supermarchés les mieux représentées avec 41 magasins :
| - Bucarest (5 magasins) - Constanţa - Timişoara (2 magasins) - Iaşi (2 magasins) - Galaţi (3 magasins) - Deva - Arad - Cluj-Napoca - Craiova - Ploieşti | - Brăila (2 magasins) - Satu Mare - Sfântu Gheorghe - Bacău - Râmnicu Vâlcea (2 magasins) - Baia Mare (2 magasins) - Mediaş - Giurgiu - Reghin - Sibiu (2 magasins) |

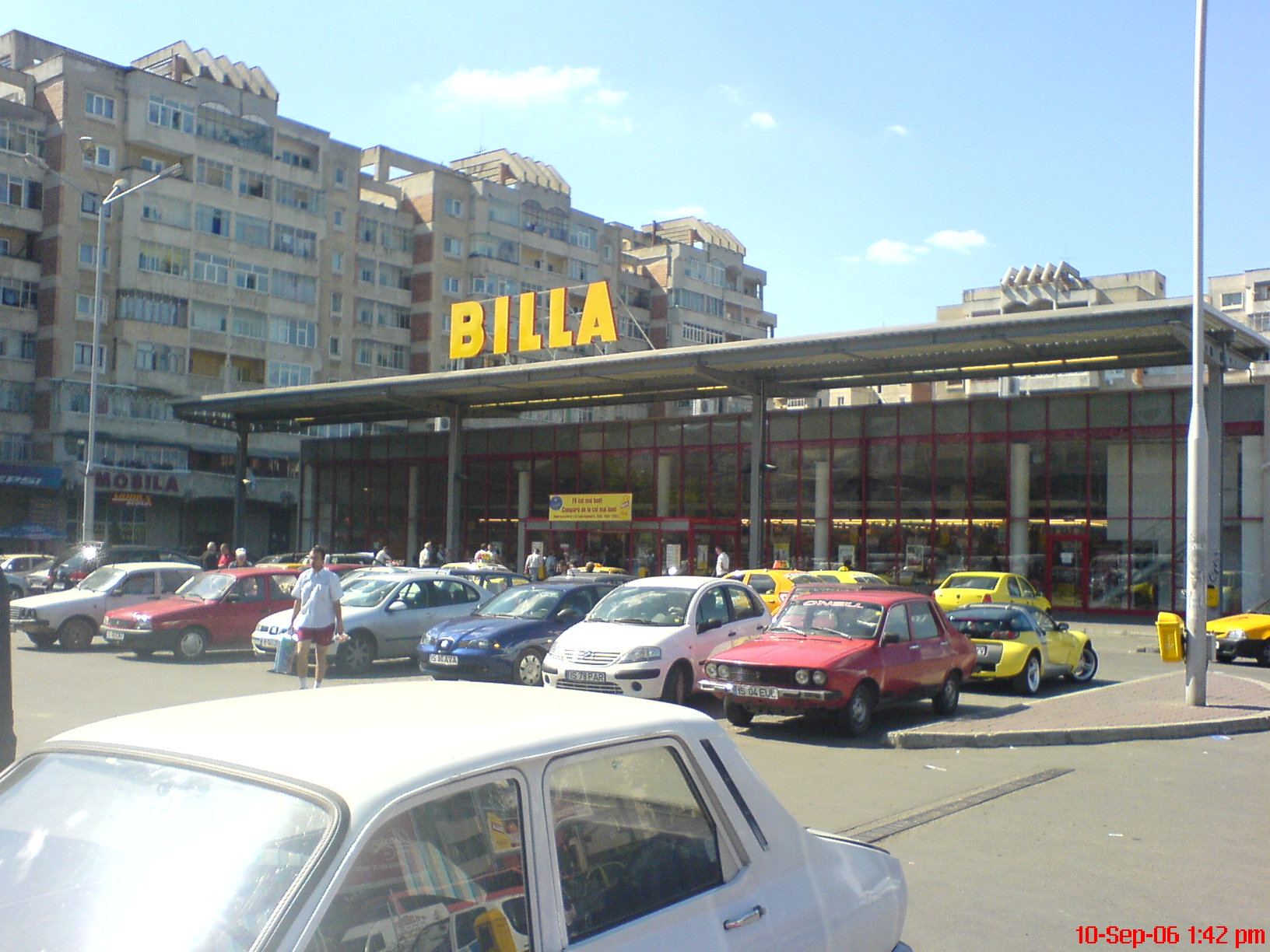
Magasin Billa à Iaşi (2006).

Les magasins Billa sont généralement considérés comme des hypermarchés, en raison de leur taille et des infrastructures qui les accompagnent. Le nouveau magasin Billa de Bucarest fait 2 000 m², avec un parking pour 200 voitures, emploie 100 personnes et propose 7 500 produits. Les activités de Billa en Roumanie ont dégagé un profit de 5,99 millions de nouveaux lei (1,6 million d'euros) en 2001. Un plan de 2001 prévoyait 50 magasins en 2005. Bien que ce but n'ait pas été atteint, l'expansion de la chaîne se poursuit à un rythme rapide.